# 호표기
호표기(虎豹騎)는 위무제 조조의 친위 기병이다. 조조군 중에서도 정예 중의 정예로, 조순, 조조(曹操), 조휴, 조진이 지휘관을 지냈다.
205년 조순이 호표기를 이끌고 원담을 쳤다. 207년 오환과의 싸움에서 조순이 호표기를 이끌고 답돈을 사로잡았다. 208년 조순이 호표기를 이끌고 장판 전투에서 유비를 물리치고 유비의 두 딸을 비롯해 많은 포로를 사로잡고 강릉을 점령했다. 211년 동관 전투에서 호표기가 보병 부대와 공조하여 마초, 한수를 협공해 대파했다.
호표기와 별개로 허저가 이끄는 조조의 호위를 맡은 근위병을 호사(虎士)라 했다. 호사의 구성원은 과거 전위를 따르던 부하들이 중심이었다.